# Sistema de boyado marítimo IALA

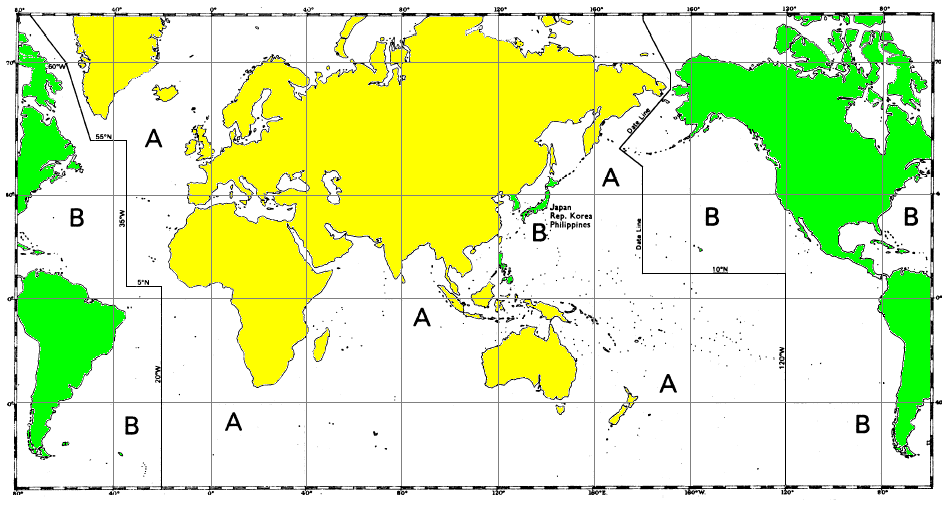
Distribución mundial de los sistemas A y B de la norma IALA.

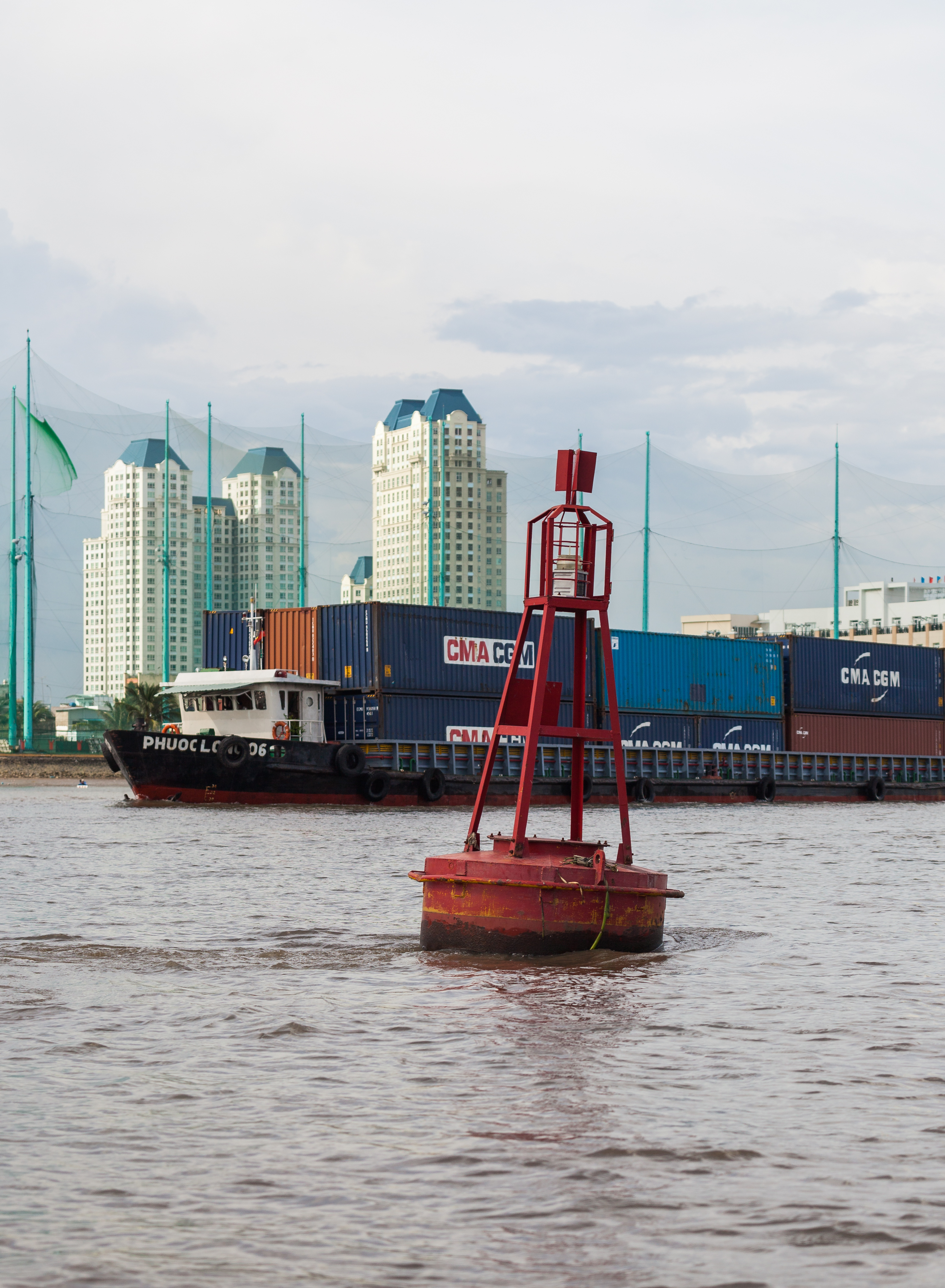
Sistema A en el río Saigón, Ciudad Ho Chi Minh, Vietnam.

El sistema de balizamiento marítimo IALA (del inglés International Association of Lighthouse Authorities) o AISM (Asociación Internacional de Señalización Marítima) es una norma internacional dictada para estandarizar las características del boyado que delimita canales navegables y sus aguas adyacentes a fin de unificar criterios, según requisitos del organismo internacional IALA, creado en 1957.
Existen dos sistemas a lo largo del mundo, el sistema A aplicado en Europa, África, Oceanía y Asia, excluyendo Japón, Corea y Filipinas. El sistema B aplicado en América del Sur, Central y Norte además de los tres países asiáticos antes mencionados, como indica el mapa de la figura.
El sistema de boyado fue instaurado para delimitar canales navegables, señalizar obstáculos a la navegación y servir de ayuda al navegante.
Comprende seis tipos de señales diferentes que pueden emplearse en forma combinada.
- Señales laterales.
- Señales de peligro aislado.
- Señales de nuevos peligros.
- Señales de aguas seguras.
- Señales especiales.
- Señales cardinales.

Ambos sistema de boyado, A y B, son análogos. Difieren únicamente en cuanto a la ubicación de las marcas y boyas laterales mientras el resto de las señales es común a los dos.
En el sistema A un buque que entra desde el mar hacia puerto haciendo uso de un canal boyado debe dejar las boyas y marcas verdes por estribor (por su derecha).
En el sistema B es a la inversa.

## Señales laterales

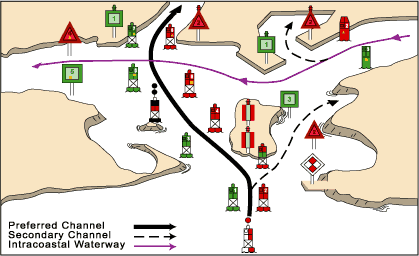
Empleo de las marcas laterales en aguas del sistema B (Américas).

La figura ilustra el empleo de las marcas laterales instaurado por el sistema IALA tal como lo utilizan en las aguas de América, Japón, Corea y Filipinas.
Las marcas laterales puede o no ser luminosas pero cuando lo sean sus destellos serán de igual color al de la marca (verde o rojo).
Las marcas son numeradas en forma ascendente a medida que se avanza hacia aguas interiores.
A continuación se muestra los tres tipos de marcas laterales recomendadas y su ubicación respecto a un buque que ingresa desde altamar según se esté en zona A o B respectivamente. 
Las formas de estas boyas pueden ser tres:
- Babor: cilíndricas (tambor), castillete o espeque.
- Estribor: cónicas, castillete o espeque.

Sistema A:
- Marcas de babor son rojas y pueden tener una luz roja.
- Marcas de estribor son verdes y pueden tener una luz verde.

(Babor) (Izquierda) (Rojo) _____________________________ (estribor) (derecha) (verde)
Sistema B:
- Marcas de babor son verdes y pueden tener una luz verde.
- Marcas de estribor son rojas y pueden tener una luz roja.

(Babor) (Izquierda) (Verde) _____________________________ (estribor) (derecha) (rojo)

En ambos casos la figura geométrica o marca de tope que corona las boyas - balizas es:
- Marcas a babor un cilindro.
- Marcas a estribor un cono.

Cuando un canal navegable se bifurca se coloca una boya denominada "Canal preferido" a fin de indicar cual es la vía recomendable o principal y cual la secundaria.

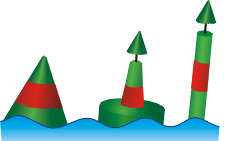
Canal preferido a babor, región A.

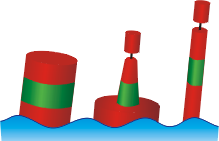
Canal preferido a estribor, región A.

Al igual que las señales laterales estas boyas difieren según la región A o B.
Cuando decimos canal preferido a estribor (región B) debe entenderse que al llegar a la bifurcación esta boya debe dejarse por la banda de babor. es decir el canal principal continúa doblando o cayendo a la derecha o estribor.
En la región A a la inversa.
Cuando estas boyas sean luminosas su luz será verde, con una característica de grupo compuesto. Ejemplo (2+1).
Su marca de tope es un cono.
Cuando decimos canal preferido a babor (región B) debe entenderse que al llegar a la bifurcación esta boya debe dejarse por la banda de estribor (ver ejemplo). Es decir el canal principal continúa doblando o cayendo a la izquierda o babor.
En la región A a la inversa.
Cuando estas boyas sean luminosas su luz será roja, con una característica de grupo compuesto. Ejemplo (2+1).
Su marca de tope es un cilindro.
A continuación todas las marcas son comunes a ambas regiones geográficas sin distinción.

## Señales de peligro aislado

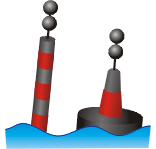
Peligro aislado.

Son las marcas, boyas o balizas que se colocan sobre un obstáculo a la navegación que tiene aguas navegables en todo su entorno.
Es una boya (zona) que debe evitarse pero puede ser franqueada por cualquier banda. 
Sus colores son negro y rojo, su marca de tope dos esferas en línea vertical.
Su característica luminosa: Grupo de dos destellos blancos.
Cuando la extensión del peligro requiera más de una boya se recurre a la combinación de varias boyas cardinales como se explicará más adelante.

## Señales de nuevos peligros
Se utiliza para marcar peligros descubiertos recientemente que aún no están indicados en las cartas náuticas correspondientes. Incluyen obstáculos naturales, tales como bancos de arena o rocas, y también cascos a pique.
Es importante destacar que el fondeo de esta boya se realiza por un período de 24 a 72 horas y no aparece en ninguna carta náutica. El servicio de Hidrografía Naval correspondiente emitirá el radioaviso náutico correspondiente.
- Marca de tope: cruz amarilla vertical.
- Color: franjas verticales amarillas y azules.
- Luz: 2 destellos cada 3 segundos.
- Color de los destellos: luz azul y amarillas alternativas.
- Código morse: letra "D".

## Señales de aguas seguras

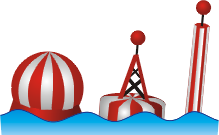
Aguas seguras o medio canal.

También conocidas como boyas de medio canal, se las emplea para demarcar aguas profundas en una vasta zona en su proximidad. Estas boyas dejadas o franqueadas a distancia prudencial le garantizan al navegante encontrarse seguro. Son utilizadas en canales naturales cuyo ancho es muy amplio, como boyas de recalada a un canal angosto, y en estuarios profundos para delimitar la vía a seguir para atravesarlo con seguridad.
Están pintadas con franjas verticales rojas y blancas y tienen una marca de tope consistente en una esfera.
Su luz es blanca, su característica luminosa o ritmo puede ser:
- Isofásica.
- Ocultaciones.
- Un destello largo cada 10 segundos.
- La letra "A" en código Morse (punto raya)

## Señales especiales

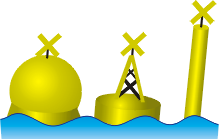
Señales especiales.

Son señales empleadas para demarcar un área de interés particular o para boyas de tareas anexas a la navegación.
- Sistema de adquisición de datos (ODAS) boyas oceanográficas, meteorológicas etc.
- Esquemas de separación de tráfico como soporte o refuerzo al balizamiento convencional.
- Delimitación de zonas de refulado de material de dragado.
- Delimitación de zonas de ejercicios militares.
- Señales indicadores de presencias de tuberías de dragado o cables.
- Delimitación de áreas destinadas a la recreación

Estas boyas son de color amarillo, su marca de tope es una "X", su señal luminosa cuando la tenga es amarilla y el ritmo cualquiera que no pueda ser confundido con las precedentes.
o con las boyas cardinales.

## Señales cardinales

Señales cardinales.

Estas marcas están compuestas por un grupo de cuatro diferentes tipos de boyas, la cual indica un punto cardinal de la rosa de los vientos.
Se colocan al norte, este, sur u oeste de un peligro para alertar sobre la presencia de una amenaza a la navegación.
Son señales para indicar la mayor profundidad en el área, o el lado más seguro para evitar un peligro, o para llamar la atención sobre una configuración especial de un canal navegable.
Cuando la extensión de un peligro, por ejemplo un banco o bajo fondo requiera de más de una boya, como las empleadas para señalizar peligros aislados, entonces se prefiere demarcar esta zona con boyas cardinales que le indiquen al navegante como debe franquearse tal dificultad.
Debe entenderse que una boya cardinal norte debe dejarse al sur de la embarcación o navegar más al norte de esta marca, igual razonamiento se aplicará para las otras marcas cardinales.
El esquema adjunto muestra sus marcas de tope, colores y características luminosas (luz blanca).
Como el punto cardinal oeste se suele representar con la letra W por la palabra inglesa West es útil recordar como ayuda memoria que la boya cardinal oeste lleva una marca de tope que semeja una copa de vino o Wine. El resto de las marcas es de muy fácil interpretación.